# オゾガマイシン
オゾガマイシンまたはオゾガミシン（Ozogamicin）は、カリケアミシン系のエンジイン抗生物質である。単独では用いられず、モノクローナル抗体に結合させて抗体薬物複合体として使用される。構造式右上のアミド部分でタンパク質のLys残基に結合する:6。